# Liste des évêques et archevêques de Guadalajara
Cette liste recense les évêques qui se sont succédé sur le siège du diocèse de Guadalajara depuis sa création le 13 juillet 1548. La liste se poursuit avec les archevêques à partir du 26 janvier 1863 lorsque le diocèse est élevé au rang d'archidiocèse métropolitain sous le nom d'archidiocèse de Guadalajara.

## Évêques
- Pedro Gómez Malaver (13 juillet 1548 - 28 décembre 1551)
  - Sede vacante (1551-1555)
- Pedro de Ayala, O.F.M (18 décembre 1555 - 19 septembre 1569)
  - Sede vacante (1569-1574)
- Francisco Gómez de Mendiola y Solórzano (19 avril 1574 - 24 avril 1576)
  - Sede vacante (1576-1582)
- Domingo de Alzola O.P (1er octobre 1582 - 15 février 1590)
- Francisco Santos García de Ontiveros y Martínez (22 mai 1592 - 28 juin 1596)
- Alfonso de la Mota y Escobar (11 mars 1598 - 12 février 1607), nommé évêque de Tlaxcala
- Juan de Valle y Arredondo, O.S.B (19 mars 1607 - 1617)
- Francisco de Rivera y Pareja, O. de M (29 janvier 1618 - 17 septembre 1629), nommé évêque de Michoacán
- Leonel de Cervantes y Caravajal (17 décembre 1629 - 18 février 1636), nommé évêque d'Antequera
- Juan Sánchez Duque de Estrada (21 juillet 1636 - 12 novembre 1641), nommé évêque de Trujillo
  - Sede vacante (1641-1646)
- Juan Ruiz de Colmenero (25 juin 1646 - 28 septembre 1663)
- Francisco Verdín y Molina (6 juillet 1665 - 27 novembre 1673), nommé évêque de Michoacán
- Manuel Fernández de Santa Cruz y Sahagún (19 février 1674 - 19 octobre 1676), nommé évêque de Tlaxcala
- Juan de Santiago y León Garabito (13 septembre 1677 - 12 juillet 1694)
- Felipe Galindo Chávez y Pineda, O.P (30 mai 1695 - 7 mars 1702)
- Diego Camacho y Ávila (14 janvier 1704 - 19 octobre 1712)
- Manuel de Mimbela y Morlans, O.F.M (26 février 1714 - 4 mai 1721)
- Juan Bautista Álvarez de Toledo, O.F.M (30 août 1723 - 1725)
- Nicolás Carlos Gómez de Cervantes y Velázquez de la Cadena (20 février 1726 - 6 novembre 1734)
- Juan Leandro Gómez de Parada Valdez y Mendoza (2 décembre 1735 - 14 janvier 1751)
- Francisco de San Buenaventura Martínez de Tejada y Díez de Velasco, O.F.M (20 décembre 1751 - 20 décembre 1760)
- Diego Rodríguez de Rivas y Velasco (29 mars 1762 - 11 décembre 1770)
- Antonio Alcalde y Barriga, O.P (27 janvier 1772 - 7 août 1792)
- Esteban Lorenzo de Tristán y Esmenota (17 juin 1793 - 10 décembre 1794)
- Juan Cruz Ruiz de Cabañas y Crespo (18 décembre 1795 - 28 novembre 1824)
  - Sede vacante (1824-1831)
- José Miguel Gordoa y Barrios (28 février 1831 - 12 juillet 1832)
  - Sede vacante (1832-1836)
- Diego de Aranda y Carpinteiro (11 juillet 1836 - 17 mars 1853)
- Pedro Espinosa y Dávalos † (12 septembre 1853 - 26 janvier 1863), devient archevêque de Guadalajara

## Archevêques
- Pedro Espinosa y Dávalos (26 janvier 1863 - 12 novembre 1866)
- Pedro José de Jesús Loza y Pardavé (22 juin 1868 - 15 novembre 1898)
- Jacinto López y Romo (14 décembre 1899 - 31 décembre 1900)
- José de Jesús Ortíz y Rodríguez (16 septembre 1901 - 19 juin 1912)
- José Francisco Orozco y Jiménez (2 décembre 1912 - 18 février 1936)
- José Garibi y Rivera (18 février 1936 - 1er mars 1969)
- José Salazar López (21 février 1970 - 15 mai 1987)
- Juan Jesús Posadas Ocampo (15 mai 1987 - 24 mai 1993)
- Juan Sandoval Íñiguez (21 avril 1994 - 7 décembre 2011)
- José Francisco Robles Ortega, depuis le 7 décembre 2011

## Sources
- (en) « Archdiocese of Guadalajara  : Past and Present Ordinaries », sur catholic-hierarchy.org (consulté le 31 octobre 2023)